# 1884 ve fotografii
Tento článek obsahuje významné fotografické události v roce 1884.

## Události
- 14. října – George Eastman si nechal patentovat papírový svitkový film. Po třech letech experimentování s britskou želatinovou emulzí v roce 1884 patentoval v Británii a v USA fotografické médium, které nahradilo křehké skleněné tabule emulzí potaženou na svitku papíru. Tento vynález umožnil větší rozvoj a rozšíření fotografie.[1]
- Jedny z prvních fotografií s umělým osvětlením v podzemí pořídil na skleněné desky americký fotograf George Bretz v uhelném dolu Kohinoor v městečku Shenandoah v Pensylvánii.[2]

## Narození v roce 1884
- 3. ledna – Rudolf Koppitz, rakouský fotograf českého původu († 8. července 1936)
- 7. ledna – Edith Irvine, americká fotografka, která dokumentovala zemětřesení v San Francisku v roce 1906 († 14. srpna 1949)
- 11. ledna – Henri Lacheroy, francouzský fotograf († 4. listopadu 1960)
- 11. ledna – John Vanderpant, holandsko-kanadský fotograf († 24. července 1939)
- 4. února – Orval Hixon, americký fotograf celebrit († 2. ledna 1982)
- 21. března – Tyyne Bööková, finská ateliérová fotografka, válečné fotografie bitvy o Helsinky († 11. června 1968)
- 5. června – John Paul Edwards, americký fotograf († 1968)
- 1. července – Ragnvald Væring, norský fotograf († 4. března 1960)
- 4. července – Cornelia Clarkeová, americká fotografka přírody, publikovala v časopisech, encyklopediích, knihách a novinách († 29. září 1936)
- 13. července – Mary Willumsenová, dánská fotografka, která již od roku 1916 vyráběla pohlednice žen ve skromném oblečení, nebo zcela nahých, v současnosti považované za umělecky velmi cenné († 25. října 1961)
- 2. srpna – Bernhard Aström, finský fotograf († 18. března 1959)
- 30. srpna – Burnell Poole, americký fotograf († 1933)
- 4. září – Marinus (fotograf), dánský fotograf († 6. února 1964)
- 8. listopadu – Margaret Watkinsová, kanadská reklamní fotografka († 1969)
- 20. prosince – Fran Vesel, slovinský fotograf († 7. března 1944)
- ? – Suse Byk, německá fotografka († 1943)
- ? – George W. Ackerman, americký vládní fotograf († 1962)
- ? – Nino Djordjadze, gruzínský fotograf († 1968)

## Úmrtí v roce 1884
- 1. března – Auguste Mestral, francouzský fotograf (* 20. března 1812)
- 16. června – Thora Hallager, dánská fotografka (* 3. února 1821)
- 30. července – Gustave Le Gray, francouzský fotograf (* 30. srpna 1820)
- 15. října – Macusaburó Jokojama, japonský fotograf (* 10. října 1838)
- 15. prosince – Albert Goupil, francouzský fotograf (* 1840)
- 30. prosince – Budtz Müller, průkopnický dánský fotograf se studiem Budtz Müller & Co. v Kodani, dvorní fotograf v Dánsku, Norsku a Švédsku (* 26. prosince 1837)
- ? – Miron Bronislaw Omenta, norský fotograf polského původu (* 1836)
- ? – William H. Mumler, americký podvodník se „spirituální fotografií“ (* 1832)
- ? – Emilie Bieber, průkopnická německá fotografka, v Hamburku otevřela vlastní studio již v roce 1852 (* 1810)
- ? – Kameja Tokudžiró, japonský fotograf (* 1825)
- ? – Carl Peter Mazer, švédský malíř, grafik a fotograf (9. března 1807 – 27. července 1884)